# Tempio imperiale ancestrale
Il Tempio imperiale ancestrale, o Taimiao (in cinese 太庙S, TàimiàoP) di Pechino, è un sito storico della Città imperiale, appena fuori dalla Città Proibita, dove durante le dinastie Ming e Qing si tenevano cerimonie sacrificali nelle più importanti occasioni di festa in onore degli antenati della famiglia imperiale.

## Descrizione
Il tempio, che ricorda la pianta della Città Proibita, è costituito da un gruppo di edifici in tre grandi cortili separati da mura. La sala principale all'interno del tempio è la Sala per il culto degli antenati, che è uno dei soli quattro edifici di Pechino a stare su una piattaforma a tre livelli, segno che era il luogo più sacro della Pechino imperiale. Contiene sedili e letti per le tavolette di imperatori e imperatrici, oltre a bruciaincensi e offerte. In occasione delle grandi cerimonie per il culto degli antenati, gli imperatori venivano qui.
Fiancheggiando il cortile di fronte a questa sala ci sono due edifici lunghi e stretti. Questi contenevano sale di culto per principi e cortigiani. L'ala occidentale ospitava le lapidi dei cortigiani meritevoli, mentre quella orientale custodiva quelle dei principi della dinastia Ming e Qing.
Dietro la Sala per il culto degli antenati ci sono altre due sale principali. La prima fu costruita nel 1420 ed è utilizzata per conservare le tavolette ancestrali imperiali.
Dal 1920, il Tempio imperiale ancestrale e alcuni dei suoi spazi circostanti erano diventati un parco pubblico, e quel parco pubblico oggi è stato ampliato dalla sua dimensione originale ed è conosciuto anche come Palazzo della cultura popolare del lavoro (劳动人民文化宫; pinyin: Laodong Renmin Wénhuà Gong). Questo parco è stato ampliato e si trova a est di Tienanmen, mentre il Parco Zhongshan si trova a ovest. Questi due parchi insieme al Parco Beihai e Jingshei e molti altri parchi hanno un profondo legame storico con la Città Proibita.

## Galleria d'immagini

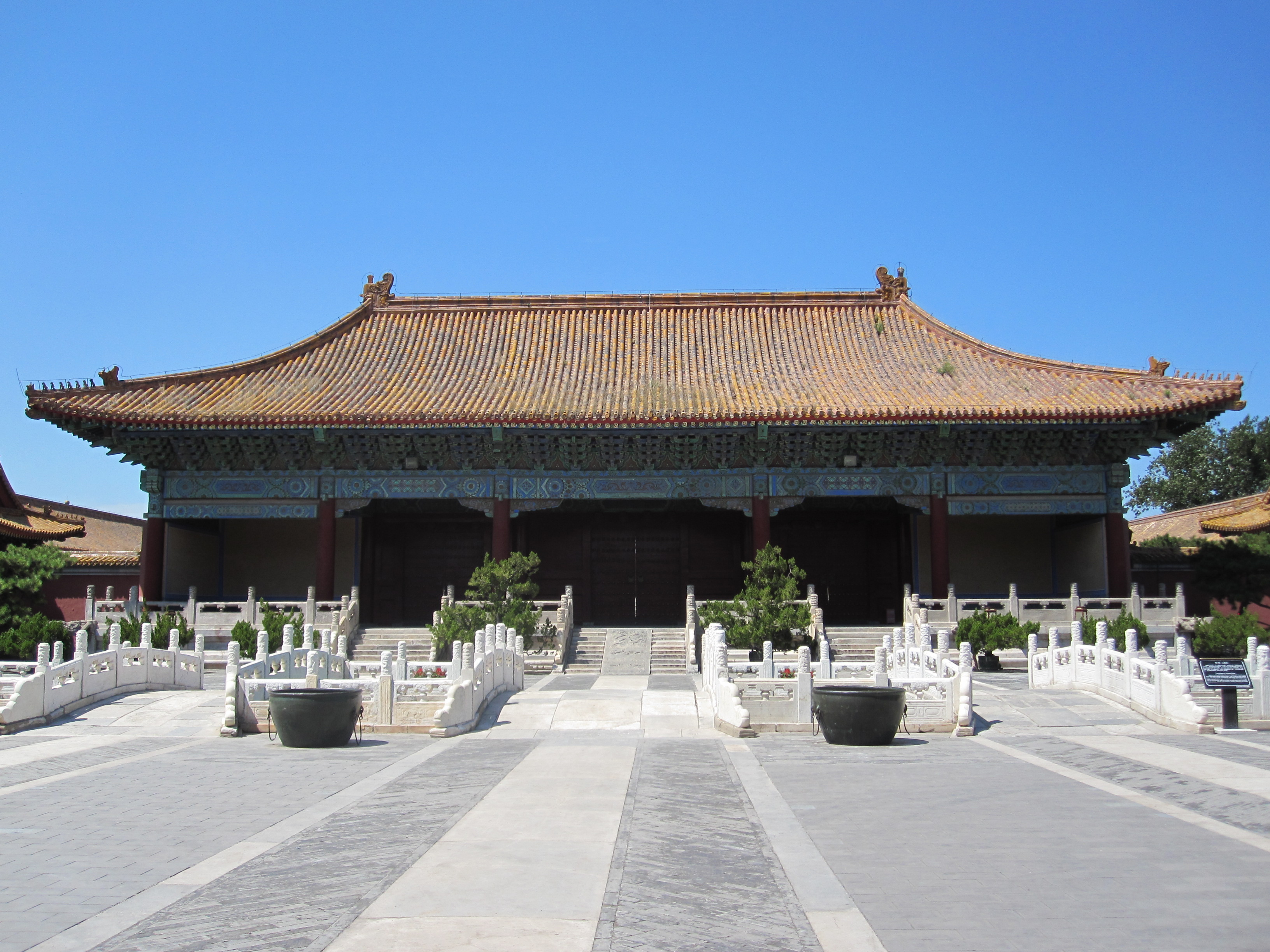
La porta dell'alabarda
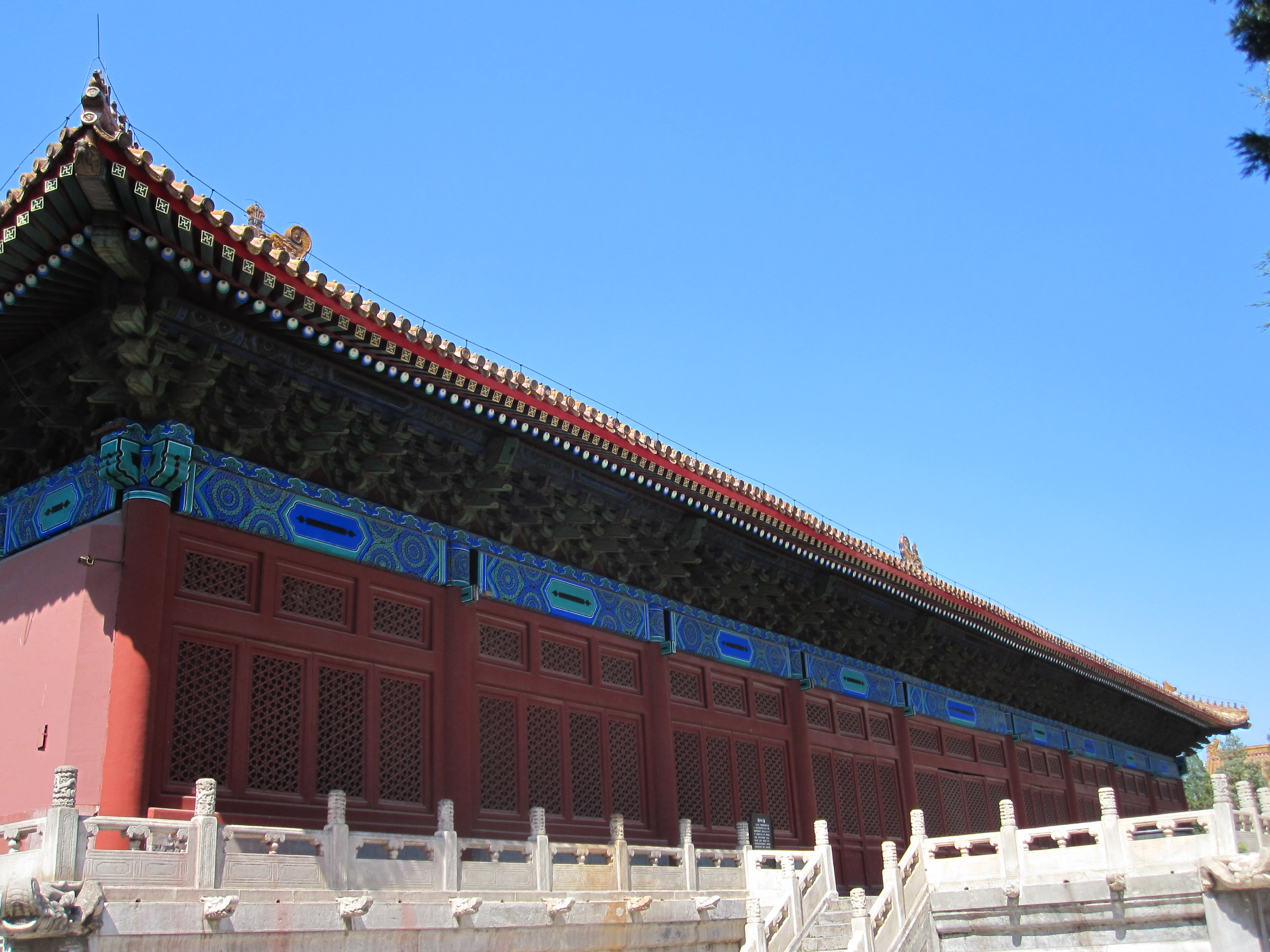
Il Santuario Ancestrale (anche Sala Posteriore)
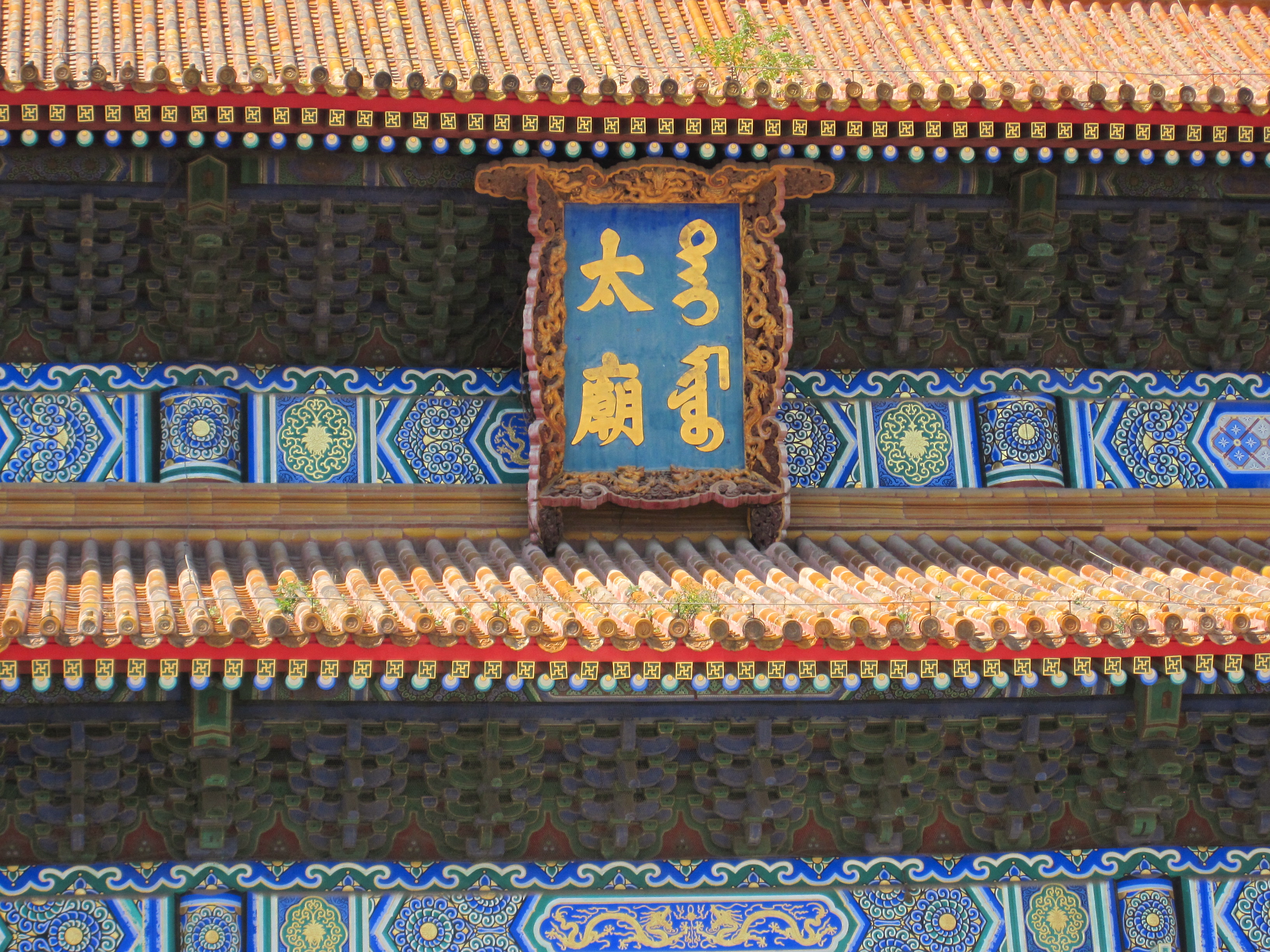
Targa nominativa. La colonna di sinistra è in cinese, la colonna di destra in manciù.